# Niederländische Beachhandball-Nationalmannschaft der Juniorinnen
Die niederländische Beachhandball-Nationalmannschaft der Juniorinnen repräsentiert den niederländischen Handballverband als Auswahlmannschaft auf internationaler Ebene bei Länderspielen im Beachhandball gegen Mannschaften anderer nationaler Verbände. Sie ist eine der erfolgreichsten Nachwuchs-Nationalmannschaften in der Disziplin. Seit der ersten Turnierteilnahme 2016 erreichte sie bei allen neun Turnierteilnahmen mindestens das Halbfinale und verpasste nur zweimal den Gewinn einer Medaille. Zweimal gewannen die Niederländerinnen bislang die Junioreneuropameisterschaften.
Die U-Nationalteams fungieren als Unterbau der A-Nationalmannschaft. Das männliche Pendant ist die niederländische Beachhandball-Nationalmannschaft der Junioren.

## Geschichte

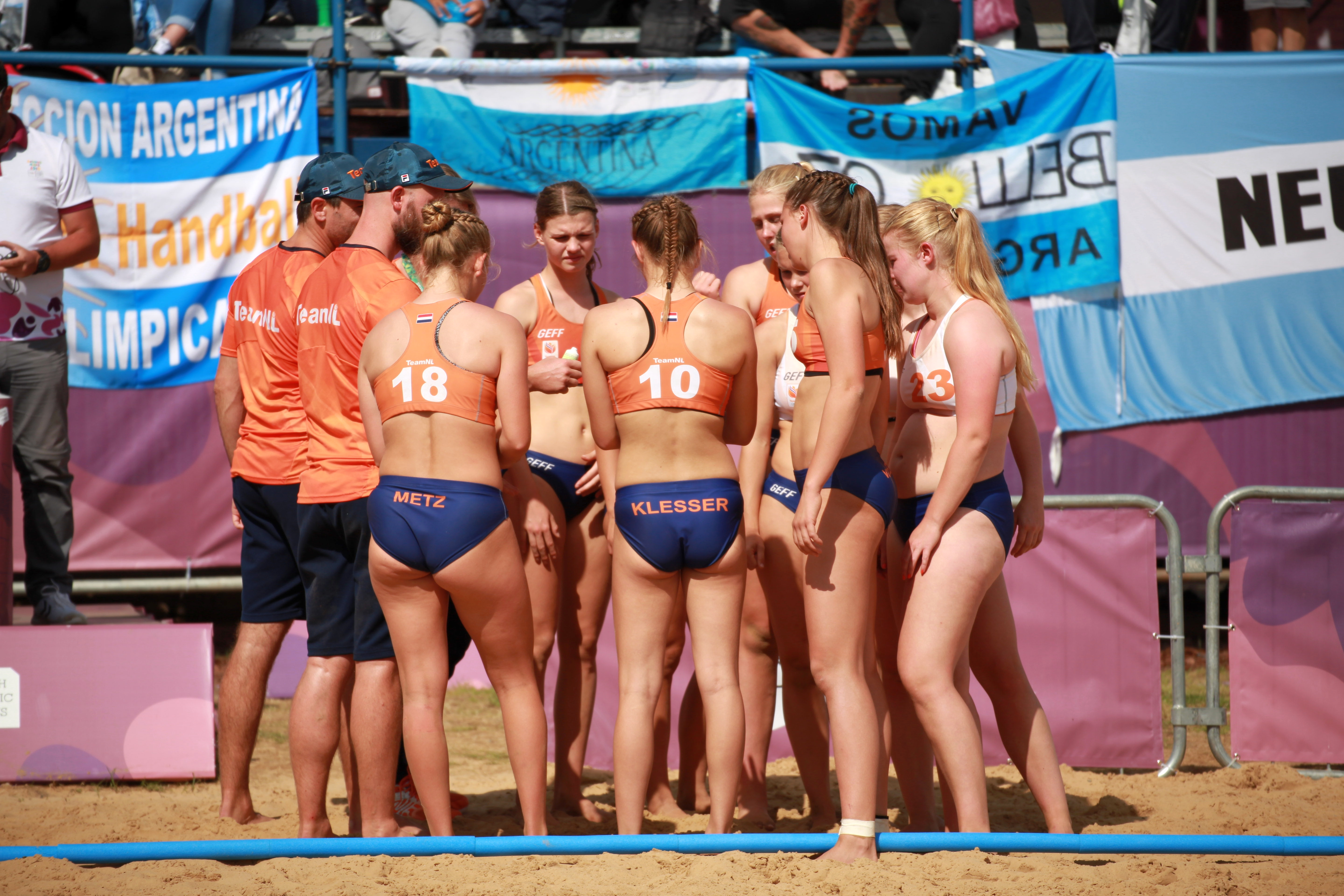
Die Mannschaft der Niederlande schwört sich vor dem „kleinen Finale“ der Olympischen Jugendspiele ein

Nachdem die Niederlande erst zur Europameisterschaft 2015 ernsthaft mit dem Aufbau einer Nationalmannschafts-Infrastruktur aufzubauen, debütierten die Niederlande im Juniorinnenbereich international 2016 Junioren-Europameisterschaften in Nazaré und gewann auf Anhieb ihre erste internationale Meisterschaft. Ein Jahr später wiederholten sie in Zagreb ihren Titelgewinn. Einen Monat zuvor erreichten die Niederländerinnen bei den das erste Mal ausgetragenen Junioren-Weltmeisterschaften das Finale und unterlagen dort wie auch bei den Junioren-Europameisterschaften 2018 ihren größten Konkurrentinnen in diesen Jahren aus Ungarn. Das fünfte und letzte Turnier des Jahrgangs war der ebenfalls erstmals im Rahmen von Olympischen Jugendspiele ausgetragenen Beachhandball-Wettbewerb. Zunächst spielte die Mannschaft ein sehr starkes Turnier mit sieben Siegen in Folge. Doch dann verloren die Niederländerinnen die drei letzten Spiele, darunter überraschend aber deutlich das Halbfinale gegen Kroatien sowie das Spiel um die Bronzemedaille gegen Ungarn.

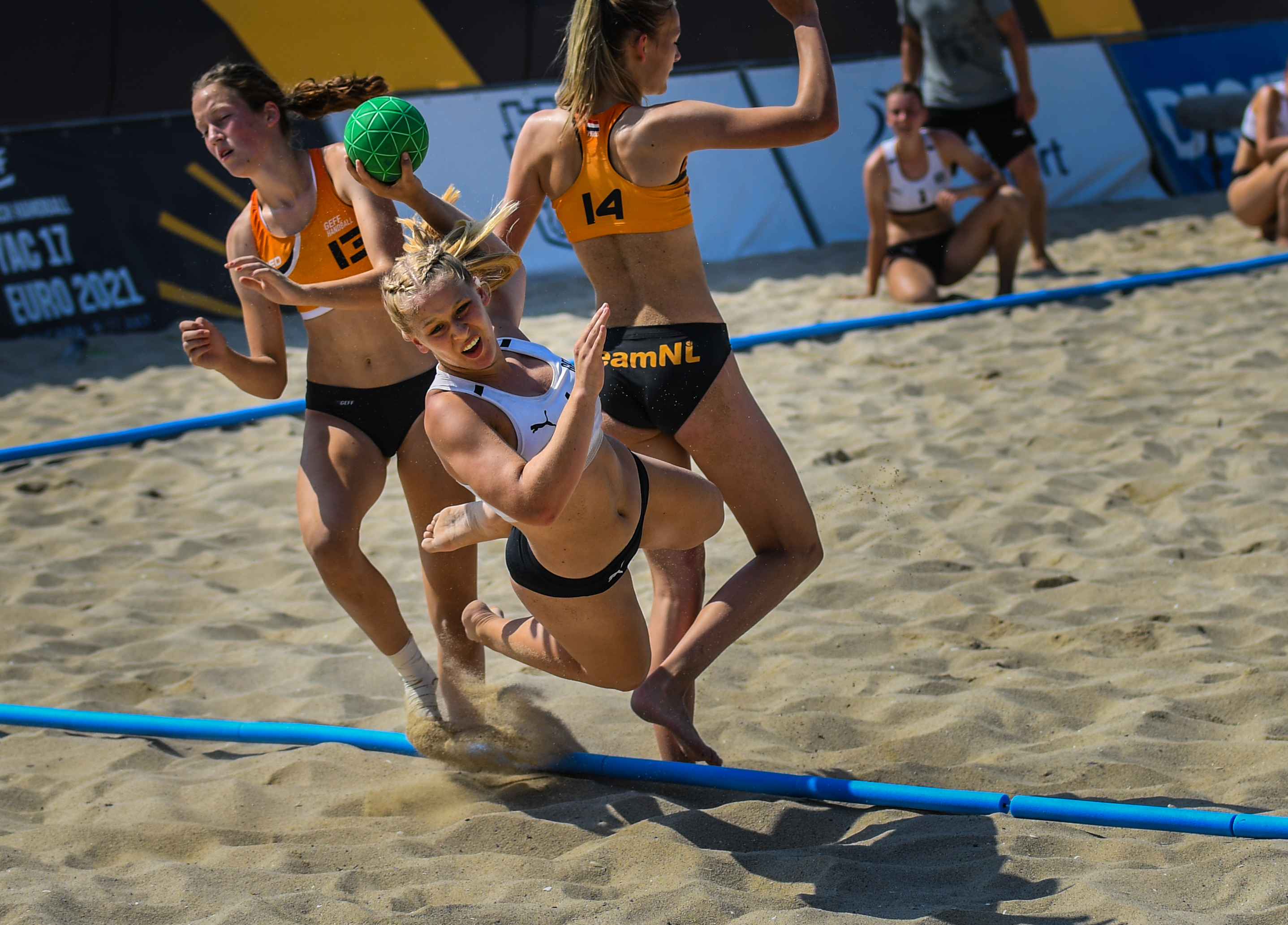
Szene aus dem Halbfinalspiel gegen die deutsche Mannschaft bei der JEM 2021

Mit einem neuen Spielerinnen-Jahrgang begann 2019 der Neuaufbau der Mannschaft, der 2019 bei den Junioren-Europameisterschaften in Stare Jabłonki dennoch sogleich wieder ins Halbfinale führte und am Ende Rang vier brachte. Nachdem aufgrund der COVID-19-Pandemie 2020 kein internationaler Spielbetrieb stattgefunden hatte, wurden die Junioren-Europameisterschaften 2021 das nächste Turnier. In Warna wurde erneut das Finale erreicht, wo einmal mehr die Ungarinnen die Gegner waren und am Ende gewannen. 2022 wurde erstmals ein jüngerer Jahrgang begründet. Auch mit der neuen U 16-Mannschaft konnten die Niederlande in Prag mit der Bronzenen eine Medaille gewinnen.
Nachdem vom europäischen Verband im August 2019 ein Nationen-Ranking eingeführt wurde, zu deren Zusammensetzung auch die Resultate der Nachwuchsmannschaften zählen, wurde die niederländische Nationalmannschaft dort punktgleich mit den Ungarinnen auf dem zweiten Rang geführt.

## Teilnahmen
| Olympische Jugendspiele - 2018 (U 18): 4. - 2026 (U 18): Junioren-Weltmeisterschaften - 2017 (U 17): 2. - 2022 (U 18): 2. | Junioren-Europameisterschaften - 2008 (U 18): keine Teilnahme - 2011 (U 19): keine Teilnahme - 2012 (U 18): keine Teilnahme - 2013 (U 19): keine Teilnahme - 2014 (U 18): keine Teilnahme - 2015 (U 19): keine Teilnahme - 2016 (U 16): 1. - 2017 (U 17): 1. - 2018 (U 18): 2. - 2019 (U 17): 4. - 2020 (U 16): ausgefallen - 2021 (U 17): 2. - 2022 (U 16): 3. - 2023 (U 17): |

- JEM 2016 (U 16): Britt van der Baan • Lisanne Bakker (TW) • Eva van Diepen • Lynn Klesser • Nyala Krullaars • Zion Krullaars • Lieke van der Linden (TW) • Amber van der Meij • Silke Schoenaker • Zoë Sprengers[2]

- JWM 2017 (U 17): Lisanne Bakker (TW) • Anna Buter • Marit van Ede • Zoë van Giersbergen • Lynn Klesser • Lieke van der Linden (TW) • Amber van der Meij • Nyah Metz • Jessie van de Ruit • Noa Wijnmalen[3]

- JEM 2017 (U 17): Lisanne Bakker (TW) • Anna Buter • Marit van Ede • Zoë van Giersbergen • Lynn Klesser • Lieke van der Linden (TW) • Amber van der Meij • Nyah Metz • Jessie van de Ruit • Noa Wijnmalen[4]

- JEM 2018 (U 18): Zoë Bron • Anna Buter • Marit Crajé • Marit van Ede • Zoë van Giersbergen • Iris Hoekenga • Lynn Klesser • Amber van der Meij • Nyah Metz • Britt Stammes[5]

- OJS 2018 (U 18): Lisanne Bakker (TW) • Anna Buter • Marit Crajé • Marit van Ede • Zoë van Giersbergen • Lynn Klesser • Lieke van der Linden (TW) • Amber van der Meij • Nyah Metz[6] • Erweiterter Kader: Zoë Bron • Iris Hoekenga • Britt Stammes

- JEM 2019 (U 17): Tess Ammerlaan • Lissa van Dam • Anouk Glas • Lieke Havekes • Josien van den Hoek • Lynn Holtman • Merel de Jager • Meike Kruijer • Esmee van der Poorte • Lisanne Sneek[7]

- JEM 2021 (U 17): Ilva Blom • Eva Heuten • Josien van den Hoek • Merel de Jager • Lieke Jongejan • Meike Luis • Elisa Marsman • Veerle Meerstad • Kyra Stege[8] • Ersatz: Maud Aaldering • Janne van Bokhoven • Milou Olde Bolhaar[9]

- JWM 2022 (U 18): Ilva Blom • Milou Olde Bolhaar • Eva Heuten • Josien van den Hoek • Merel de Jager • Lieke Jongejan • Meike Luis • Elisa Marsman • Veerle Meerstad • Kyra Stege[10]

- JEM 2022 (U 16): Ilva Blom • Sterre Jansen • Tess Jansen • Maartje Res • Nienke Slippens • Esmee Stege • Britt Voorwald • Stacey de Vries • Naomi Walther • Lisa de Wolf[11]

## Trainer
2016–2020:
| Cheftrainer/in - 2016–2018: Harald Mulder - 2019: Ard de Ruiter | Co-Trainer/in - 2016–2018: Serge ter Horst - 2019: Jip van Otterloo |

Älterer Jahrgang (seit 2021):
| Cheftrainer/in - 2021: Ronald Thijssen | Co-Trainer/in - 2021: Jip van Otterloo |

Jüngerer Jahrgang (seit 2021):
| Cheftrainer/in - 2022: Frank Fokkens | Co-Trainer/in - 2022: Tim Blomen |

## Aktuelle Kader
U 18
- Ilva Blom, JuRo Unirek/VZV
- Milou Olde Bolhaar, Olympia HGL
- Eva Heuten, Unitas
- Josien van den Hoek, Juro Unirek/VZV
- Merel de Jager, Juro Unirek/VZV
- Lieke Jongejan, Juro Unirek/VZV
- Meike Luis, Unitas
- Elisa Marsman, PCA/Kwiek
- Veerle Meerstad, Vlug en Lenig
- Kyra Stege, PCA/Kwiek

U 16
- Ilva Blom, Juro Unirek/VZV
- Sterre Jansen, Olympia HGL
- Tess Jansen, ABS Bathmen
- Maartje Res, OTTO Work Force/VOC Amsterdam
- Nienke Slippens, Juro Unirek/VZV
- Esmee Stege, Morrenhof Jansen/Dalfsen
- Britt Voorwald, DWS
- Naomi Walther, Quintus
- Stacey de Vries, DWS
- Lisa de Wolf, HV Niedorp